# ARP-SAPC
Alternativa Racional a las Pseudociencias - Sociedad para el Avance del Pensamiento Crítico (ARP-SAPC) (Racionální alternativa k pseudovědám - Společnost pro rozvoj kritického myšlení), je španělská skeptická organizace, která podle svých stanov podporuje používání rozumu a kritického myšlení nebo vědeckého skepticismu proti tomu, co vnímá jako naivitu, a vyvrací a odmítá tvrzení o údajných paranormálních jevech.

## Organizace

### Historie
Společnost byla založena koncem roku 1986 pod názvem Alternativa Racional a las Pseudociencias (Racionální alternativa k pseudovědě) a v roce 1998 přejmenována na ARP - Sociedad para el Avance del Pensamiento Crítico (ARP - Asociace pro rozvoj kritického myšlení), čímž se stala hlavním hybatelem skeptického hnutí ve Španělsku. Je jednou ze dvou hlavních skeptických organizací v zemi; druhou je Círculo Escéptico (založena v roce 2006). ARP-SAPC je členem Evropské rady skeptických organizací (ECSO). Na mezinárodní úrovni spolupracuje s dalšími sdruženími s podobnými myšlenkami v hispanofonním světě i v širším světě.

### Spolupracovníci
Mezi její nejznámější spolupracovníky patří španělští vědci, spisovatelé a filozofové, jako jsou filozof a etický esejista Fernando Savater, Mario Bunge, filozof Gustavo Bueno, fyzik a popularizátor vědy Manuel Toharia, biolog Francisco J. Ayala a astrofyzik Javier Armentia, ředitel planetária v Pamploně.

### Členská základna
Na valné hromadě členů konané 24. října 2020 bylo zvoleno představenstvo do roku 2024:
- Jorge J. Frías Perles, předseda
- Manuel Castro Villares, místopředseda
- Antonia de Oñate Lázaro, výkonná ředitelka
- Guillermo Hernández Peña, pokladník
- Juan Rodríguez García, sekretář

Členové:	 	 
- Gracia Morales Kurcharskiová
- Jesús López Amigo
- Marisa Marquina Sn Miguelová
- Coral Fernández Gumielová
- Soledad Luceño Martínezová

Čestní členové:
- 1987 – Mario Bunge
- 1989 – Gustavo Bueno Martínez
- 1990 – Paul Kurtz
- 1992 – Henri Broch
- 1992 – Claudio Benski
- 1994 – James Randi

## Aktivismus

### Vybrané publikace

#### ČasopisEl Escéptico
Časopis El Escéptico vydává ARP-SAPC na podporu rozvoje vědy, kritického myšlení, vědeckého vzdělávání, rozumu a sekularismu; na podporu kritického zkoumání paranormálních a pseudovědeckých tvrzení z vědeckého a racionálního hlediska, a na šíření informací o výsledcích těchto zkoumání mezi vědeckou komunitou a širokou veřejností.

Spolu s ním ARP-SAPC vydává i bezplatný online bulletin s názvem El Escéptico Digital (Digitální skeptik), v němž lze najít články o pseudovědě, pseudohistorii a vědě obecně.

#### Texty
- Primer Manifiesto Internacional en Contra de las Pseudoterapias (První mezinárodní manifest proti pseudoterapii)[11][12]
- Análisis Crítico del Informe del SEFITMA 2020 – Osteopatía Craneal (Kritická analýza zprávy SEFITMA 2020 - kraniosakrální osteopatie)[13]
- Derecho, justicia y pensamiento crítico (Právo, spravedlnost a kritické myšlení)[14]
- Cults 2.0: The emotional origin of deseases (Kulty 2.0: Emocionální původ nemocí)[15]
- Supermán se cepilla los dientes (Superman si čistí zuby)[16]
- MMS[17]
- Dossier sobre bioneuroemoción (Dokumentace o bioneuroemoci)[18]

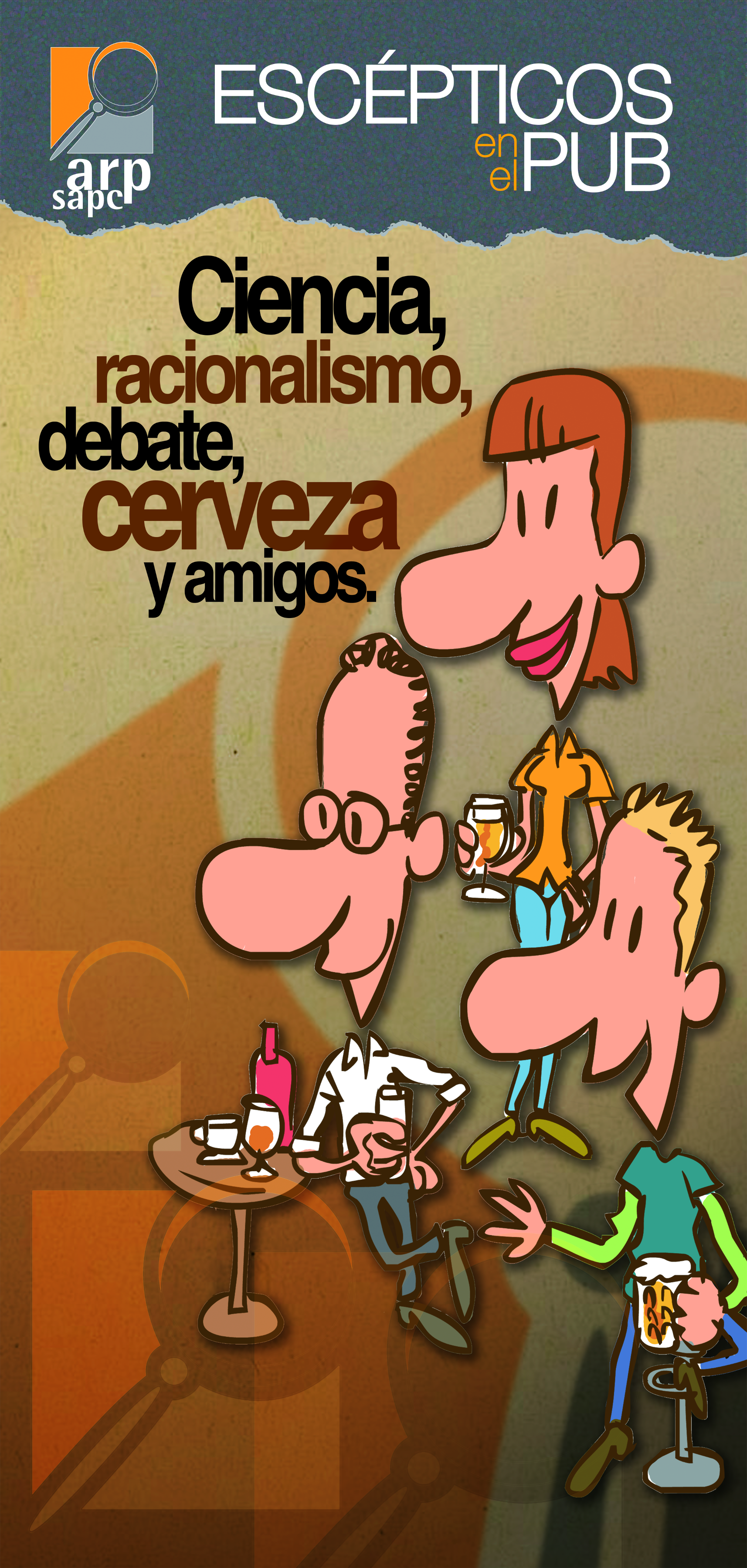
Plakát SITP: „Věda, racionalismus, debata, pivo a přátelé“

### Skeptics in the Pub
V několika španělských městech ARP-SAPC organizuje nebo podporuje měsíční setkání v kavárnách, Escépticos en el Pub, kde se skeptici mohou setkávat a diskutovat o vědě a skepticismu v neformální atmosféře. Akce se konají v Barceloně, Madridu, Santiagu de Compostela, La Laguně (Tenerife, Kanárské ostrovy) a Valencii.

### Ceny

#### Premios Lupa Escéptica
ARP-SAPC od roku 1998 uděluje cenu Premios Lupa Escéptica (Skeptická lupa) (do roku 2019 pod názvem Premio Mario Bohoslavski)[7] osobám mimo společnost, které se zasloužily o rozvoj vědy, kritického myšlení, popularizaci vědy a vzdělávání a používání rozumu.
- 1998 - Victoria Campsová a Fernando Savater
- 2000 - Ramón Núñez
- 2002 - Francisco J. Ayala
- 2003 - Manuel Calvo Hernando
- 2004 - Bernat Soria
- 2006 - Eudald Carbonell
- 2007 - Serafín Senosiáin
- 2011 - Patricia Fernández de Lisová
- 2012 - Gonzalo Puente Ojea
- 2013 - Eparquio Delgado Lorenzo
- 2014 - Manuel Lozano Leyva
- 2015 - Jesús Fernández Pérez
- 2016 - Julián Rodríguez Giner
- 2017 - Natalia Ruiz Zelmanovitchová
- 2018 - Clara Grima Ruizová
- 2019 - José Antonio López Guerrero
- 2020 - Margarita del Valová
- 2021 - Nieves Concostrinová

#### Premios Eustoquio Molina
Ceny Eustoquia Moliny (do roku 2019 pod názvem Lupa Escéptica)
- 1995 - II. národní kongres o pseudovědě v Pamploně
  - La Aventura del Saber (TV2), přebral ji M. Á. Almodóvar (tehdejší člen ARP-SAPC)
  - Muy Interesante (časopis). cenu převzal Jorge Alcalde
  - Félix Ares de Blas (první prezident ARP)
- 1997 - VII. evropský skeptický kongres v La Coruni:
  - Juan Eslava Galán
  - La Voz de Galicia (deník)
  - Carlos Tellería
- 2004 Ocenění udělené na shromáždění v Madridu
  - Alfonso López Borgoñoz
- 2005 Ocenění udělené na shromáždění v Madridu
  - Juan Soler Enfedaque
- 2010 (3. září) Ocenění uděleno rozhodnutím poradního sboru ARP-SAPC
  - Arturo Bosque Foz.
- 2011 Ocenění na madridském shromáždění
  - José Antonio Pérez González za televizní pořady „Escépticos“ na ETB a „Ciudad K“
- 2012 Barcelonské shromáždění
  - Ocenění pro madridské Skeptics in the Pub, se zvláštním uznáním spolupracovníka Ricarda Palmy
- 2013 Ocenění uděleno poradním sborem ARP-SAPC na shromáždění v Zaragoze
  - Guillermo Hernández Peña
- 2014 Cena udělena na shromáždění v Madridu
  - Eustoquio Molina a spolu s ním týmu, který se na univerzitě v Zaragoze zasloužil o boj proti pronikání pseudomedicíny
- 2015 (březen) Cena udělena na shromáždění členů v Seville
  - Manuel Tohario
- 2016 (23. dubna) Cena udělena na valencijském shromáždění
  - Jorge Javier Frías Perles (výslovně zmíněna jeho dlouholetá obětavá práce ředitele časopisu El Escéptico a viceprezidenta ARP-SAPC)
- 2016 (20. září)
  - Sergio López Borgoñoz, in memoriam

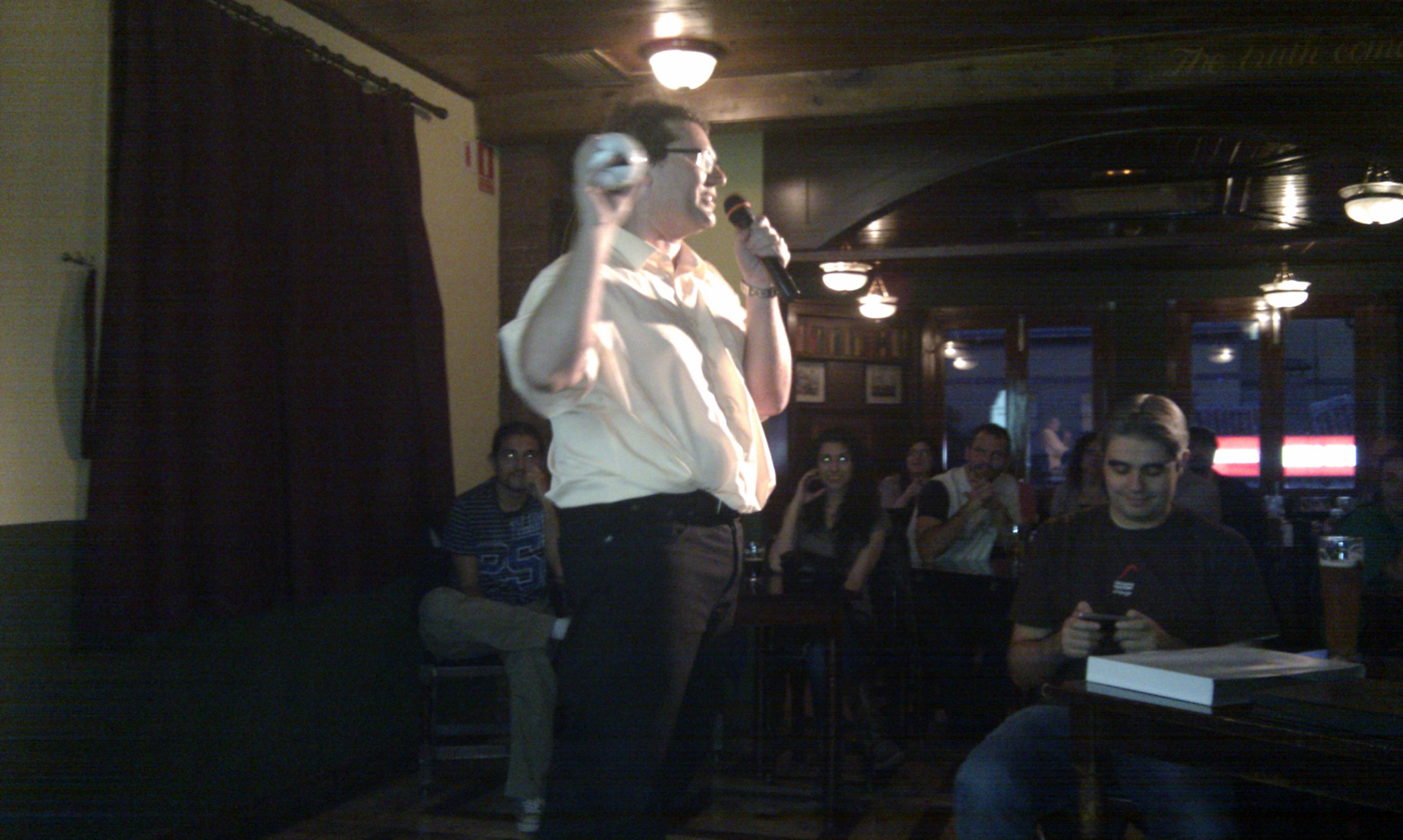
José Miguel Mulet,
Skeptics in the Pub, říjen 2011

- 2017 (1. dubna) Cena udělena na shromáždění v Malaze
  - José Miguel Mulet
- 2018 (14. dubna ) Ocenění uděleno na shromáždění v Albacete
  - Emilio J. Molina Cazorla
- 2019 (6. dubna) Interní ocenění uděleno na shromáždění v Logronu 
  - Antonia de Oñateová
- 2020 (24. října) Interní cena udělena na online shromáždění
  - Soledad Luceñoová
- 2021 (30. ledna) Interní cena udělena na online shromáždění
  - Rafael Sentandreu[8]

#### Ceny soutěže o povídku„Félix Ares de Blas“
2015
- 1. cena: Juan Rodríguez García za „La Asamblea“
- Druhé místo: Inmaculada León Cobosová za „Despertar“

2017
- 1. cena: Juan Pablo Fuentes z Barcelony s povídkou „Helena“
- druhé místo: Antonio Orbe Mendiola z Madridu s příběhem „Espiritualidades“
- školní kategorie: María Belén Herruzo Barrosoová z Badajozu s příběhem „Mi galimatías“

2019
- 1. cena: Marta Morillo Martínezová z Valencie za povídku „Sisíes“
- druhé místo: José Javier del Villar Rodríguez ze Zaragozy za povídku „El psiquiatra“
- zvláštní uznání poroty: Raúl de la Torre Martínez z Madridu za povídku „Similia“

## Kontroverze
ARP-SAPC byla zastánci paranormálních jevů kritizována argumenty ad hominem založenými na vědeckých nebo morálních kvalitách jejích členů a obviněními z pseudoskepticismu. Na některá z těchto konkrétních obvinění společnost podrobně odpověděla, například na obvinění, že někteří ze spoluzakladatelů zastávají extremistickou ideologii, protože se narodili v Baskicku.

Další kritika vychází z podezření, že členové Opus Dei vystupovali na akcích pořádaných ARP-SAPC.